# Elaphria floridana
Elaphria floridana là một loài bướm đêm trong họ Noctuidae.